# Пухасума
Пухасума або Пушаррума (д/н— бл. 1680 до н. е.) — великий цар (руба'ум рабі'ум) Раннього хеттського царства.

## Життєпис
Ймовірно син Тудхалія I, великого царя (руба'ум рабі'ум) Куссара. Успадкував владу близько 1710 рокудо н. е. Продовжив боротьбу за відновлення кордонів царства часів Анітти.
Напевне в цей час володіння великого царя суттєво зменшилися. Водночас значно посилилася знать, скористашись тривалою боротьбою за трон. Про це свідчить невдала спроба призначити свого зятя (менш імовірно сина) Лабарну спадкоємцем трону. У відповідь війська верхівка хеттів виступила з підтримкою сина Пухасуми — Папахділми. Можливо останній близько 1680 року до н. е. повалив батька й став царем

## Родина
- Папахділма, цар в 1670-х роках до н. е.
- Тавананна, дружина Лабарни I, завновника Давньохеттського царства. Її ім'я з часом стали додаватися до імені усіх дружин хеттських царів, внаслідок чого згодом перетворилося на царський титул
- син